# An der Donau, wenn der Wein blüht
An der Donau, wenn der Wein blüht ist ein deutsch-österreichischer Spielfilm von Géza von Cziffra aus dem Jahr 1965, in dem Hansjörg Felmy, Ingeborg Schöner und Peter Weck in den Hauptrollen besetzt sind.

## Inhalt
Florian Richters Mutter starb bereits kurz nach seiner Geburt, sodass der Junge bei seinem Vater Frank aufwächst. Dieser gibt sich zwar alle Mühe mit dem aufgeweckten Jungen, kann sich als erfolgreicher Architekt jedoch auch ein Kindermädchen und einen Chauffeur leisten, die ihm Arbeit abnehmen. Seit Florian zur Schule geht, vermisst er jedoch eine richtige Mutter. In einem Buchladen lernt er die schöne Buchhändlerin Gabriele Welser kennen, mit der er sich gleich bekannt macht. Beide stellen fest, dass sie zur selben Zeit eine Reise in die Wachau planen. Während Florian mit seinem Vater Frank von Chauffeur Martin gefahren wird und als Ziel das Stift Sankt Florian hat, plant Gabriele die Reise mit ihrem Verlobten, dem Chemiker Walter Kuntz, und will nach Wien zu ihrer Großmutter.
Bereits in Passau trennen sich Gabrieles und Walters Wege, da Walter lieber über die Autobahn als übers Land gefahren wäre. Er beschwert sich über den Staub im Cabrio und die ständig zerfahrenen Reifen und gibt zu erkennen, dass er sich im Gegensatz zu Gabriele noch nie für Architektur interessiert hat. Diese entscheidet sich entnervt, die weitere Reise per Schiff anzutreten. In Passau trifft sie auf Florian und erzählt ihm von ihren Reiseplänen. Florian wiederum überzeugt seinen Vater Frank, die Reise bis Linz – wo Martin mit dem Wagen warten wird – per Schiff fortzusetzen. An Bord macht er Frank und Gabriele miteinander bekannt, die sich sympathisch sind. In Linz gehen Frank und Florian von Bord. Da Gabrieles Schiff erst am nächsten Tag weiterfahren wird, begibt sich Florian nachts zu ihr und überzeugt sie, die Reise gemeinsam mit ihnen per Auto fortzusetzen. Es ist geplant, Florians Onkel Maurus im Stift Sankt Florian in Sankt Florian zu besuchen. Gabriele sagt zu. Zu dritt besichtigen sie das Barockkloster Sankt Florian, wo Florian dafür betet, in Gabriele eine neue Mutter zu bekommen. Auch Onkel Maurus erkennt, dass Florian und Frank Gabriele in ihr Herz geschlossen haben und redet Frank gut zu, sie nicht gehen zu lassen. Auf einen sehr dilettantisch formulierten Heiratsantrag reagiert Gabriele jedoch überrascht und reist am nächsten Tag überstürzt ab. Heimlich nimmt Florian den nächsten Autobus nach Wien, wo er zum Haus der Großmutter Gabrieles findet und auch Gabriele antrifft.
Währenddessen reist Walter von Passau mit dem Cabrio nach Linz und nimmt unterwegs die Anhalterin Susi mit. In Linz sucht er vergeblich nach Gabriele und fährt Susi weiter nach Wien, wo ihm Susis Großmutter eine Arbeit organisiert hat. Er bekommt den Job, nimmt ihn jedoch nicht an, da er sich in Susi verliebt hat, die nicht in Wien wohnt. Er reist zu Gabrieles Großmutter, wo er auf Gabriele und Florian trifft. Gabriele hat sich unterdessen entschieden, dass sie Frank mehr liebt als Walter und auch Walter eröffnet ihr, dass er sich in Susi verliebt hat. Walter geht und Frank kommt, um Florian abzuholen. Er und Gabriele gestehen sich nun endlich ihre Liebe und Gabrieles Großmutter ist vom neuen Enkelkind Florian begeistert.

## Produktion
An der Donau, wenn der Wein blüht besitzt deutliche Parallelen zum deutschen Heimatfilm Moselfahrt aus Liebeskummer aus dem Jahr 1953, in dem Will Quadflieg und Elisabeth Müller die Hauptrollen innehatten. Hier wie da geht es um einen Jungen, der Halbwaise ist und für seinen Vater bzw. seine Mutter einen neuen Partner sucht.
Produzent Franz Seitz schrieb das Drehbuch um, wodurch die Protagonisten in An der Donau, wenn der Wein blüht auf und an der Donau von Passau bis Wien fahren. Der als Regisseur unter Vertrag stehende Géza von Cziffra distanzierte sich von dem Drehbuch, doch da Seitz von der Stadthallen-Film bereits eine Verleihgarantie erhalten hatte und auch alle Schauspieler unter Vertrag standen, gab es kein Zurück, zumal Stadthallen-Chef Adolf Eder nach einem Sturz schwer verletzt im Krankenhaus lag.
Der Film wurde unter anderem in Passau und Wien gedreht und erlebte am 15. Oktober 1965 seine Uraufführung. Im Gegensatz zum Film aus dem Jahr 1953 werden die Landschaftsbilder jedoch ohne Bezug zur Handlung eingestreut und wirken so „eher wie eine Fremdenverkehrswerbung“. An der Donau, wenn der Wein blüht besiegelte durch seinen Misserfolg nicht nur den Konkurs der Stadthallen-Film, sondern auch das Ende der Heimatfilm-Welle.
Am 4. Dezember 2015 gab Alive den Film innerhalb der Reihe „Juwelen der Filmgeschichte“ auf DVD heraus.

## Kritik
Das Lexikon des Internationalen Films bezeichnete An der Donau, wenn der Wein blüht als „heiteres, gefühlsseliges Familienkino.“ Andere Kritiker sahen in dem Heimatfilm „eine wenig erfolgreiche Arbeit des Regisseurs Geza von Chiffra“.
Der Evangelische Film-Beobachter bezeichnete den Streifen als „Papas Kino in Reinkultur, wobei in Klischeevorstellungen nur so geschwelgt wird“.